# Gert Harings

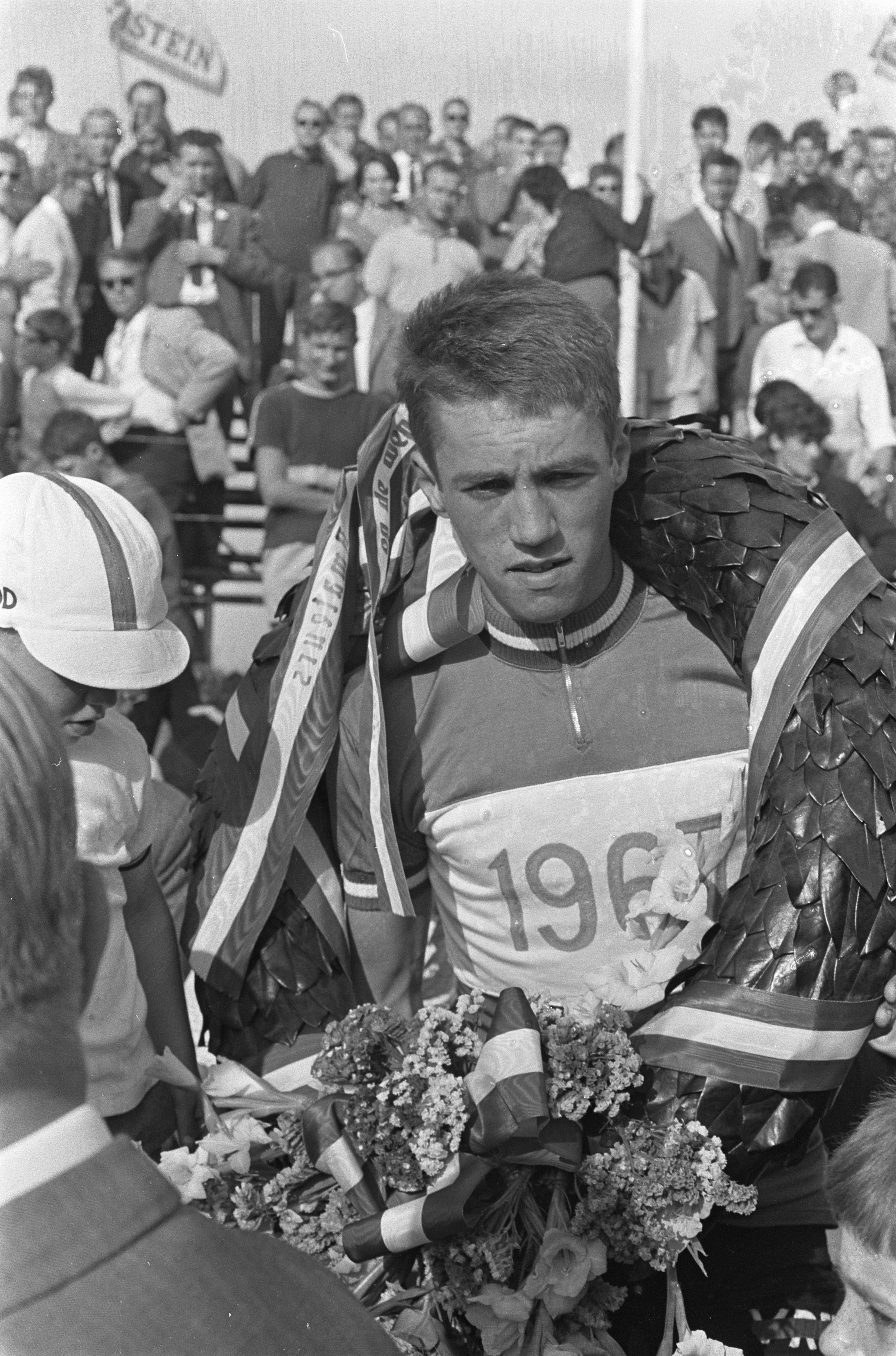
Fotografía de Gert Harings, 1967

Gert Harings (* Scheulder, 25 de mayo de 1948). Fue un ciclista holandés, profesional entre 1969 y 1976, cuyos mayores éxitos deportivos los logró en la Vuelta a España donde obtuvo un total de 3 victorias de etapa a lo largo de sus participaciones. 

## Palmarés
| 1970 - Ronde van Midden-Nederland 1971 - 1 etapa en la Vuelta a España - Sint-Kwintens-Lennik 1972 - 2 etapas en la Vuelta a España |